# Hermandad del Divino Perdón
La Hermandad del Divino Perdón es una cofradía de la barriada Parque Alcosa que está situada en el distrito Este-Alcosa-Torreblanca de Sevilla. Tiene su sede en la iglesia de la Beata Madre Ana María de Javohuey y San José de Cluny. Realiza una procesión anual el Sábado de Pasión por las calles del barrio de Parque Alcosa y haciendo estación de penitencia a la cercana Parroquia de los Desamparados. 
El nombre completo de la corporación es Franciscana Hermandad de Penitencia y Cofradía de Nazarenos de María Santísima de la Purísima Concepción, Santo Cáliz de Nuestro Padre Jesús del Divino Perdón y Beata Ana María de Javouhey.

## Historia
En los años 90 un grupo de cofrades del Parque Alcosa creó la pre-hermandad en torno a la Virgen de la Purísima Concepción y el Santo Cáliz del Jesús del Divino Perdón. Esto se hizo con el beneplácito del párroco de la iglesia de Nuestra Señora de los Desamparados. Posteriormente, encargan a Francisco Manuel Trigueros la realización del Cristo.
En 1994 la pro-hermandad se constituye como agrupación parroquial. En 1995 el entonces arzobispo Carlos Amigo Vallejo bendice la talla del Cristo.
En marzo de 1995 realizó su primera procesión por el barrio, llegando hasta la parroquia de Ana María, que sería su sede.
En el año 2000 se constituye canónicamente como hermandad de penitencia y procesiona como tal por primera vez en abril de 2001 hasta la iglesia de la Virgen de los Desamparados.
En 2002 es bendecida una nueva talla del Cristo por Amigo Vallejo, realizada por José Antonio Navarro Arteaga. Se trata de Jesús con la cruz a cuestas. Ese mismo año se bendijo la talla de la Virgen, realizada también por José Antonio. En 2005 la hermandad cambia su procesión del Viernes de Dolores al Sábado de Pasión.
El sábado de Pasión de 2013 procesionó por primera vez en el cortejo la Imagen de la Virgen de la Purísima Concepción bajo palio.
En febrero de 2024 fue presentado y aprobado por los hermanos el proyecto de misterio, que realizará José Antonio Navarro Arteaga

## Acompañamiento musical
El Señor del Divino Perdón es acompañado por la Agrupación Musical Virgen de los Reyes. 
El paso de palio de la Purísima Concepción lleva a la Banda de Música de Santa Ana de Dos Hermanas

## Galería
|                           |
| Cristo del Divino Perdón. |

|                                   |
| Virgen de la Purísima Concepción. |

## Paso por la carrera oficial
| Predecesor: Milagrosa | Orden de entrada en la carrera oficial (Sábado de Pasión) 2.º lugar | Sucesor: Torreblanca |